# جي اي 645
جي اي 645 يعتبر نسخة مطورة من GE 635 للاستعمال في مشروع مولتكس كان هذا هو أول كمبيوتر يستخدم اجهزة لحماية نظام الذاكرة.

## نبذة
نُفذ ال CTSS الأصلي على IBM 7094 معدل مع بنكين للذاكرة والتحويل بين وضع المستخدم والمشرف. طبق نظام تشغيل مولتكس أمانًا متعدد المستويات (MLS) على GE 635 يقوم بتطبيق محاكاة لـ 645 بدءًا من 18 أكتوبر، عام 1965 في معهد ماساتشوستس للتكنولوجيا.  عندما تم تسليم 645 في عام 1967 ، كان أول تسليم تشغيلي لهذا الكمبيوتر واستبدل 635. تم استبدال نظام التشغيل GECOS كلياً من قبل مولتكس في عام 1969 بمشرف مولتكس (الوضع الرئيسي الذي يعرف الآن باسم kernel mode )  معزول بحلقات الحماية مع «بوابات» تسمح بالوصول من وضع المستخدم.  الجيل التالي في شكل الF645 (F ترمز إلى تابع) لم يكتمل بحلول الوقت الذي تم فيه بيع القسم لشركة هانيويل ، وأصبح يُعرف باسم هانيويل 6180 . لقد اُثبت بأن تقنية تحكم الوصول الاصلية الخاصة بـ GE / هانيويل 645 غيركافية لكبت السرعة العالية لتعليمات الوصول واعادة التنفيذ في 6180 حلت هذة المشاكل.  تم تثبيت الجزء الأكبر من أجهزة الكمبيوتر هذه التي تعمل بنظام مشاركة الوقت على مولتكس في وكالة الأمن القومي والمواقع الحكومية المشابهة. كان استخدامها مقيدًا بالإجراءات الأمنية الشديدة وكان لها تأثير محدود على الأنظمة اللاحقة، بخلاف حلقة الحماية. 

## التطوير
تم تقديم حماية الأجهزة التي تم إدخالها على هذا الكمبيوتر وعُدلت على 6180 لاحقًا في معالج الكمبيوتر Intel 286 كحلقة حماية من أربع طبقات، ولكن عُثر على اربع حلقات متعبة جدا من حيث البرمجة وبطيئة جدًا في التشغيل. تستعمل بنية حلقة الحماية الآن فقط لحماية وضع kernel من رمز وضع المستخدم كما كان في الاستخدام الأصلي لـ 645. 

## انظر ايضاً
- سلسلة جي إي 600

## روابط خارجية
- https://www.multicians.org/645-board.html